# Pequea
Pequea é uma área não incorporada localizada em Martic Township, Pensilvânia. É onde a "Pennsylvania Route 324" termina no rio Susquehanna, 12 milhas ao sul de Lancaster. O riacho Pequea deságua no rio em Pequea, que é pronunciado "Peckway". O "ZIP code" é 17565.[carece de fontes?]
Pequea tem taxa de desemprego de 3.8% (a média do país é de 3.7%), custo de vida 2.2% maior que a média nacional, a população é de 4.752 pessoas e desde 2010, a taxa de crescimento é de 3.5%.